# Alue Keureunyai
Alue Keureunyai is een bestuurslaag in het regentschap Aceh Utara van de provincie Atjeh, Indonesië. Alue Keureunyai telt 596 inwoners (volkstelling 2010).